# 陵川話
陵川话属晋语口语的一种，通行于山西省晋城市陵川县境内，属晋语上党片晋城小片。陵川话和其他晋语口语一样保留了古汉语的入声，和其他晋语口语最大的不同是分尖团。